# Schlacht von Camerinum
Die Schlacht von Camerinum fand im Jahre 295 v. Chr. während des Dritten Samnitenkrieges nahe dem heutigen Camerino am Ostabhang des Apennin statt.

## Verlauf
Gemäß der Überlieferung des Livius übernahm der neu gewählte Konsul Quintus Fabius Maximus Rullianus im Winter 295 v. Chr. das Heer des Appius Claudius Caecus, das sich in einem befestigten Lager bei dem geographisch unbekannten Ort Aharna befand, und zog mit diesem nach Clusium weiter. Es ist jedoch wissenschaftlich gesichert, dass es sich dabei nicht um Clusium, sondern um Camerinum handelt. Gerade zu Beginn der Feldzugsaison kehrt Fabius zu Beratungen nach Rom zurück und überlässt das militärische Kommando dem Proprätor Scipio Barbatus. Dieser wird laut Livius zusammen mit einer ganzen Legion von den Senonen besiegt. Bei einer anderen Variante, die Livius berichtet, soll es sich um Umbrer gehandelt haben, die nur einen kleinen Erfolg gegen die Römer erzielten und kurz darauf wiederum von den Römern geschlagen wurden. Auch der griechische Geschichtsschreiber Polybios berichtet knapp von der Schlacht. Bei den Angreifern soll es sich laut ihm aber um ein samnitisch-gallisches Heer gehandelt haben, welches viele Römer bei der Schlacht tötete.

## Historizität
Dass eine Schlacht stattfand, ist – auch aufgrund der Erwähnung bei Polybios – unbestritten. Allerdings wird in der Forschung angenommen, dass Fabius nicht nach Rom zurückgekehrt sein soll. Er und vielleicht auch sein Amtskollege Publius Decius Mus sollen das militärische Kommando während der Schlacht innegehabt haben.